# Bruno Pellizzari
Bruno Pellizzari (5 de novembro de 1907 — 22 de dezembro de 1991) foi um ciclista italiano que competia em provas de ciclismo de pista. Representou a Itália nos Jogos Olímpicos de 1932 em Los Angeles, onde conquistou uma medalha de bronze na prova de velocidade.